# Palmeirópolis
Palmeirópolis es un municipio brasileño del estado del Tocantins.

## Historia
Los orígenes remotos de Palmeirópolis datan de 1922, con la instalación de la Hacienda Itabaiana, entonces de propiedad de Juán Polidório. En el inicio de la década de 1960 tuvo inicio el poblado de Palmeiras, nombre dado al lugar debido a los cocotales existentes en abundancia en la región. Por la Ley Estatal n.º 7.471, del 2 de diciembre de 1971, el poblado de Palmeras fue elevado a la condición de Distrito de Paranã. Finalmente, por la Ley n.º 8.850 en 10 de junio de 1980, fue emancipada con el nombre de Palmeirópolis.
El municipio, que llegó a ser uno de los mayores productores de granos del Estado de Goiás, sufrió un serio revés económico con la creación del Estado del Tocantins, pues, con la división territorial, estuvo fuera del área de influencia de la capital del novel estado, y aislada geográficamente de Palmas.
El comercio local continuó teniendo como principales centros de abastecimiento las ciudades de Anápolis y Goiânia, en el estado Goiás, debido en las facilidades de acceso.
Últimamente viene experimentando un gradual proceso de retomada del desarrollo, que tuvo inicio con la construcción del sistema energético Furnas-Tucurui, seguida de la pavimentación asfáltica de la carretera que une al Estado de Goiás.
Digna de importancia es la construcción de la central hidroeléctrica de Son Salvador, en el Río Tocantins, que tiene en Palmeirópolis su principal punto de apoyo logístico, el que motivó un gran aumento del número de trabajadores en circulación en la ciudad, propiciando el incremento del comercio y de la economía del lugar.

## Geografía
Se localiza a una latitud 13°2′38″ S y a una longitud 48°24′8″ O, estando a una altitud de 438 metros. Su población estimada en 2008 es de 8.366 habitantes.
El Municipio de Palmeirópolis está localizado en la Región Norte del Brasil, al Sur del estado del Tocantins más específicamente en el Paralelo 13.